# Stará Turá
Stará Turá (Hongaars:Ótura) is een Slowaakse gemeente in de regio Trenčín, en maakt deel uit van het district Nové Mesto nad Váhom.
Stará Turá telt 10 291 inwoners.